# Sitona lineellus
Sitona lineellus är en skalbaggsart som först beskrevs av Bonsdorff 1785.  Sitona lineellus ingår i släktet Sitona, och familjen vivlar. Arten är reproducerande i Sverige.